# Forest Hills Drive: Live
Forest Hills Drive: Live è il primo album live del rapper statunitense J. Cole, registrato il 30 agosto 2015 a Fayetteville (Carolina del Nord) e pubblicato nel 2016 da Dreamville, Columbia Records e dalla Roc Nation.
| Recensione | Giudizio |
| ---------- | -------- |
| AllMusic   | [ 1 ]    |
| HipHopDX   | [ 2 ]    |

## Tracce
1. Intro (Live) – 2:06
2. January 28th (Live) – 6:55
3. Wet Dreamz (Live) – 4:25
4. 03' Adolescence (Live) – 4:32
5. A Tale of 2 Citiez (Live) – 4:44
6. Fire Squad (Live) – 3:39
7. St. Tropez (Live) – 7:47
8. Intermission (Live) (sono incluse Lights Please, In the Morning & Nobody's Perfect) – 6:50
9. G.O.M.D. (Live) – 5:01
10. No Role Modelz (Live) – 5:56
11. Hello (Live) – 3:01
12. Apparently (Live) – 4:46
13. Love Yourz (Live) – 7:44

## Classifiche settimanali
| Classifica (2016)         | Posizione massima |
| ------------------------- | ----------------- |
| Stati Uniti               | 71                |
| US Top Rap Albums         | 7                 |
| US Top R&B/Hip-Hop Albums | 11                |
| US Vinyl Albums           | 12                |